# 李公麟
李公麟（1049年—1106年）。字伯时，号龙眠居士（「瞑」通「眠」），舒州（今安徽舒城）人，北宋画家。

## 生平
进士出身，历南康、长垣尉、泗州录事参军，官至朝奉郎。擅画人物、佛道像，吸取历代流派之长，自创一格，多用线描，笔法如行云流水，而不设色，生动地表现了人物的神情意态，人称“白描”；尤精擅画鞍马，常观察群马生活，求其变化，下笔形神兼备。注重写生，画技博取前人之长，承继顾恺之、吴道子等人笔法，在新畫中表達新義。
《十八羅漢渡江圖》畫中人物按未渡者、方渡者、已渡者三組依序進場，人物神態，栩栩如生。李公麟畫作時人評價甚高，宋徽宗曾讚他為當朝最重要畫家。元符三年（1100年）病痹告老，隐居龙眠山，号龙眠居士。
存世作品有《五马图》、《临韦偃牧放图》等。
另外李公麟也擅长考古，对于夏、商以来的铜器和印玺颇有研究，“闻一妙品，虽捐千金不惜。”。

## 延伸阅读
[在维基数据编辑]
 《宋史·卷444》，出自脱脱《宋史》
 在维基共享资源阅览影像